# Modelo nuclear de camadas
Este modelo surge muito do sucesso do modelo atómico de camada o qual explica as propriedades periódicas dos átomos em termos de preenchimento dos níveis de energia de electrões. Quando o grupo de níveis associados à camada está todo ocupado temos particularmente átomos estáveis
(quimicamente inertes) — os gases nobres. No caso nuclear nós iremos primeiro resumir a evidência de que existem valores particulares de Z e N (os chamados números mágicos) os quais são significantes no que diz respeito a estrutura dos núcleos.
Existe um número elevado de isótopos e isótonos nestes valores particulares de Z e N. Isto também é apoiado pela  abundância natural dos elementos mostrados na figura a baixo.

## Propriedades
As propriedades no modelo da gota líquida nos ajuda a entender a conceito de energia de ligação por núcleon além de algumas propriedades sobre valores associados com seus efeitos. Porém algumas outras propriedades do núcleo atômico não são bem descritas através do modelo da gota, como por exemplo,as energias dos estados excitados nucleares ou os momentos magnéticos nucleares exigem uma explicação mais satisfatória que considere propriedades individuais que não são consideradas no modelo da gota líquida.
Com esses dados temos informações os núcleons, N ou Z , são chamados de números mágicos (2, 8, 20, 28, 50, 82, 126), pois apresentam mais estabilidade sendo mais contundentes na explicação da energia de ligação se fizermos uma analogia com núcleos que não possuem números mágicos como base.
A estrutura do modelo de camadas é determinado através de aproximações ou seja níveis de energia dos elétrons atômicos são preenchidos de maneira sucessiva, partindo de níveis de energia menores até os níveis com energias mais altas. Assume-se com que os elétrons em questão não interagem entre si sendo os efeitos de interação entre os elétrons considerados por meio de correções. Sendo as correções citadas relativamente pequenas. O seu principal efeito é o da alteração ,de maneira sutil, a estrutura de níveis do modelo de camadas atômico. Assim sendo este modelo parte de uma afirmação que nos diz que elétrons na sua órbita se movem de maneira livre sob a ação do campo de Coulomb do núcleo.
Partindo da ideia que no modelo de camadas nuclear cada núcleon movimenta sob a ação de um potencial nuclear médio produzido pelos demais núcleons do núcleo. Podemos representar um potencial análogo ao oscilador harmônico:
{\displaystyle V=1/2KR^{2}=1/2m\omega ^{2}R^{2}}
Os níveis de energia para os núcleons são:
{\displaystyle E=(N+3/2)\hbar \omega }
onde
{\displaystyle N=2(n-1)+l}.
A quantidade l representa o número quântico do momento angular orbital sendo assim l = 0, 1, 2, 3, ... e temos que {\displaystyle \scriptstyle |L|=(l(l+1))^{1/2}\hbar }. Assim n é um inteiro, tal que = 1, 2, 3, 4, ... Em contrapartida no caso do átomo de hidrogênio, os valores de {\displaystyle \scriptstyle l} não são limitados pelos valores de n.
Em 1949 Maria Goeppert-Mayer e J. Hans D. Jensen com trabalhos independentes, apresentaram um termo adicional ao potencial nuclear,
{\displaystyle l.s=1/2[j(j+1)-l(l+1)-s(s+1)]\hbar ^{2}}
tal que
{\displaystyle l.s=1/2\;l\hbar ^{2}} para {\displaystyle j=l+1/2}
e assim,
{\displaystyle l.s=-1/2(l+1)\hbar ^{2}} para {\displaystyle j=l-1/2}